# Mona Eltahawy
Mona Eltahawy (em árabe: منى الطحاوى, nascida em 1 de agosto de 1967) é uma freelancer egípcia-americana, além de jornalista e comentarista, residente em Nova Iorque. Ela ganhou a cidadania americana em 2011. Eltahawy escreve ensaios e artigos de opinião para publicações em todo mundo sobre o Egito e o islamismo, incluindo a questão das mulheres e variados assuntos sociais e políticos muçulmanos. Seus trabalhos já foram publicados no Washington Post, The New York Times, Christian Science Monitor, entre outros. Ela também é frequentemente convidada para ser analista em diversas rádios e noticiários de televisão dos EUA. Ela  descreveu-se a si mesma  como "muçulmana feminista, secular e radical" em uma entrevista de 2011.
Eltahawy igualmente fala publicamente em universidades, em debates e encontros inter-religiosos sobre os direitos humanos, das reformas no mundo islâmico, feminismo e das relações entre muçulmanos e cristãos, entre várias outras preocupações.  

## Nascimento e formação
Eltahawy nasceu em Porto Said, Egito. Sua família mudou-se para o Reino Unido quando ela tinha 7 anos de idade , e depois para a Arábia Saudita qundo ela tinha 15. Sobre os seus anos como adolescente na Arábia Saudita, ela comentouː "Nada me tinha preparado para a  Arábia Saudita (...) Parecia ter mudado para outro planeta, cujos habitantes desejavam fervorosamente que as mulheres não existissem. Vivi nesta atmosfera surrealista por seis anos" . Ela recebeu um mestrado em jornalismo pela Universidade Americana do Cairo. 

## Carreira
Eltahawy foi repórter de notícias durante os anos 1990. Ela foi correspondente da agência de notícias Reuters, no Cairo e Jerusalém  e atualmente tem escrito para o The Guardian, The Washington Post e o International Herald-Tribune.  
Ela se mudou para os Estados Unidos em 2000. 
De 2003 a 2004, foi editora-chefe da versão em árabe do Womens eNews, um site de notícias independente sem fins lucrativos, que abrange as questões das mulheres de todo o mundo. 
Chegou a escrever uma coluna semanal para o jornal islâmico de origem britânica Asharq Al-Awsat, entre 2004-2006, mas seus artigos foram descontinuados pelo editor Tariq Alhomayed por ser demasiado crítico em relação ao regime egípcio. 
Em 14 de novembro de 2011, ela foi presa no Cairo enquanto cobria novos protestos na Tahrir Square. Eltahawy foi mantida sob custódia por 12 horas, e acusou que sofreu agressão física e sexual por parte da polícia anti-motim   Por causa dos abusos, seu braço esquerdo e a mão direita sofreram fraturas. 
Em 25 de setembro de 2012 Eltahawy foi presa por vandalizar um anúncio da organização Stop Islamization of America (SIOA) em uma estação de metrô de Nova York que dizia: " Em uma guerra entre os homens civilizados e os selvagens, apoiamos os homens civilizados. Apoiamos Israel. Derrote a Jihad ". Com um spray, ela estava cobrindo o anúncio afim da propaganda anti-islâmica ficar ilegível, e teria também pulverizado a tinta na presidente da SIOA, a activista Pamela Hall,  a qual tentou impedir a ação da jornalista. 
Headscarves and Hymens: Why the Middle East Needs a Sexual Revolution, o primeiro livro de Eltahawy, foi publicado em Maio de 2015 nos EUA. O livro é baseado num artigo sobre misoginia na sociedade árabe, que ela escrevera para o magazine "Foreign Policy" em 2012, intitulado Why Do They Hate Us?.
Em 2019, Mona publicou o seu segundo livro, The Seven Necessary Sins for Women and Girls (os sete pecados necessários para mulheres e meninas). 

## Visões
Eltahawy expressou uma forte crítica tanto do regime de Hosni Mubarak quanto da Irmandade Muçulmana do Egito, referindo-se a ambos como um "velho reduto machista." Em uma entrevista em fevereiro de 2011, ela também expressou a certeza de que a Irmandade Muçulmana não poderia "ganhar o apoio da maioria dos egípcios". 
Em 2009, a revista The Economist disse que Eltahawy usou a frase "o ópio dos árabes" em referência a Israel, defendendo que eles esquecem, de maneira nociva, as suas próprias falhas para botarem culpa no país de maioria judaica. Os líderes árabes tem  uma longa tradição de usar Israel como um pretexto para manter o estado de emergência e, assim, criarem uma situação de atraso na política e na sociedade árabe. 
Eltahawy falou em nome dos direitos das mulheres no mundo árabe diversas vezes, inclusive atacando a mutilação genital feminina. Em um artigo de maio de 2012, escrevendo para o magazine Foreign Policy, ela disse: " Nomeiem-me um qualquer país árabe, e vou recitar um rosário de abusos  (de mulheres) alimentados por uma mistura tóxica de cultura e religião que poucos parecem dispostos ou capazes de desembaraçar,  para não blasfemar ou ofender."

## Prêmios
- Trigésimo lugar, entre as " As 100 mulheres árabes mais poderosas ", em 2012, Arabian Business
- 258° lugar, entre as 500 maiores personalidades islâmicas, Arabian Business [18]

- Prêmio Samir Kassir Award pela defesa da liberdade de imprensa, cedido pela Comissão Europeia, em 2009. [19]
- Prêmio Edge, pela proeminente contribuição na cobertura do Oriente Médio, pela Next Century Foundation, em 2006
- Líder muçulmano do Amanhã pela Sociedade Americana para o Progresso Muçulmano, em 2005 [20]